# 達維特·阿斯拉納澤
達維特·阿斯拉納澤（1976年11月16日—）是一位退休的格魯吉亞職業足球員。截至2010年，他在格魯吉亞擁有教練徽章。